# Sainte-Tulle
Sainte-Tulle är en kommun i departementet Alpes-de-Haute-Provence i regionen Provence-Alpes-Côte d'Azur i sydöstra Frankrike. Kommunen ligger  i kantonen Manosque-Sud-Est som ligger i arrondissementet Forcalquier. År 2022 hade Sainte-Tulle 3 530 invånare.

## Befolkningsutveckling
Antalet invånare i kommunen Sainte-Tulle
Referens: INSEE